# Joseph Stern
Pour les articles homonymes, voir Stern.
Joseph Stern, dit Joe Stern, est un dessinateur de presse, caricaturiste et artiste américain, né le 12 novembre 1890 et mort le 24 avril 1971 à Brookline (Massachusetts).

## Biographie
En 1907, il entre comme crieur de journaux au quotidien The Lynn Item puis devient dessinateur de presse de 1917 à 1922 au New York World. Ensuite, de 1923 à 1968, c'est-à-dire pour tout le reste de sa carrière, il travaille au Boston Herald et au Boston Traveler

## Distinctions
En 1949, il est sélectionné pour le Prix Pulitzer du dessin de presse.
En 1971, il reçoit le prix du club de presse de Boston (Boston Press Club award). « It was the only time Joe was ever speechless, » témoigne-t-il.